# Đorđe Petrović
Đorđe Petrović (serb. Ђорђе Петровић; ur. 8 października 1999 w Požarevacu) – serbski piłkarz, występujący na pozycji bramkarza w angielskim klubie Bournemouth oraz w reprezentacji Serbii.
Wychowanek FK Čukarički. W swojej karierze występował również w takich klubach jak m.in: Chelsea, RC Strasbourg czy New England Revolution.

## Kariera klubowa

### FK Čukarički
W 2014 dołączył do akademii FK Čukarički. W 2018 został przesunięty do pierwszego zespołu. Zadebiutował 21 września 2019 w meczu Super liga Srbije przeciwko Mladost Lučani (1:0).

### New England Revolution
6 kwietnia 2022 podpisał trzyletni kontrakt z klubem New England Revolution. W sezonie 2022 został finalistą w dwóch kategoriach: Debiutant Roku MLS oraz Bramkarz Roku MLS.

### Chelsea
Petrović dołączył do Chelsea 26 sierpnia 2023 roku, podpisując siedmioletni kontrakt z opcją przedłużenia o kolejny rok. Chociaż kwota transferu nie została oficjalnie ujawniona, media donosiły, że wynosiła początkowo 12,5 miliona funtów, z dodatkowymi 1,5 miliona funtów w bonusach.
10 grudnia 2023 roku Petrović zadebiutował w Premier League, wchodząc na boisko jako zmiennik kontuzjowanego Roberta Sáncheza w meczu wyjazdowym przeciwko Evertonowi, podczas którego stracił bramkę w doliczonym czasie gry, a Chelsea przegrała 0:2. 16 grudnia rozegrał pierwszy mecz w podstawowym składzie i zanotował czyste konto w wygranym 2:0 spotkaniu z Sheffield United. Trzy dni później obronił rzut karny wykonywany przez Matta Ritchiego w ćwierćfinale Pucharu Ligi Angielskiej przeciwko Newcastle United, co pozwoliło Chelsea awansować do półfinału po serii rzutów karnych, zakończonej wynikiem 4:2, po remisie 1:1 w regulaminowym czasie gry.

### RC Strasbourg
30 sierpnia 2024 roku został wypożyczony na cały sezon do RC Strasbourg, występującego w Ligue 1.
AFC Bournemouth
W Lipcu 2025 dołączył do AFC Bournemouth.

## Kariera reprezentacyjna

### Serbia U-21
W 2020 roku otrzymał powołanie do reprezentacji Serbii U-21. Zadebiutował 9 października 2020 w meczu eliminacji do Mistrzostw Europy U-21 2021 przeciwko reprezentacji Polski U-21 (1:0).

### Serbia
W 2021 roku otrzymał powołanie do reprezentacji Serbii. Zadebiutował 25 stycznia 2021 w meczu towarzyskim przeciwko reprezentacji Dominikany (0:0). Petrović został powołany do reprezentacji Serbii na Euro 2024, jednak nie wystąpił w żadnym meczu podczas turnieju.

## Styl gry
Petrović jest znany ze swoich szybkich refleksów, umiejętności obrony rzutów karnych oraz z bronienia strzałów z dalekiego dystansu. Wielu ekspertów porównuje jego styl gry do Thibauta Courtois z czasów jego występów w Chelsea.

## Życie prywatne
Petrović poślubił Djinę w grudniu 2022 roku. W czerwcu 2024 roku urodził im się ich pierwszy syn.

## Statystyki

### Klubowe
(aktualne na dzień 31 marca 2021)
| Klub               | Sezon              | Liga               | Liga  | Liga   | Puchar kraju | Puchar kraju | Suma  | Suma   |
| Klub               | Sezon              | Liga               | Mecze | Bramki | Mecze        | Bramki       | Mecze | Bramki |
| ------------------ | ------------------ | ------------------ | ----- | ------ | ------------ | ------------ | ----- | ------ |
| FK Čukarički       | 2019/20            | Super liga Srbije  | 21    | 0      | 4            | 0            | 25    | 0      |
| FK Čukarički       | 2020/21            | Super liga Srbije  | 26    | 0      | 0            | 0            | 26    | 0      |
| FK Čukarički       | Ogólnie            | Ogólnie            | 47    | 0      | 4            | 0            | 51    | 0      |
| Ogólnie w karierze | Ogólnie w karierze | Ogólnie w karierze | 47    | 0      | 4            | 0            | 51    | 0      |

### Reprezentacyjne
(aktualne na dzień 21 marca 2024)
| Reprezentacja | Rok     | Mecze | Bramki |
| ------------- | ------- | ----- | ------ |
| Serbia U-21   |         |       |        |
| 2020          | 1       | 0     |        |
| Ogólnie       | Ogólnie | 1     | 0      |
| Serbia        |         |       |        |
| 2021          | 1       | 0     |        |
| 2023          | 1       | 0     |        |
| 2024          | 1       | 0     |        |
| Ogólnie       | Ogólnie | 3     | 0      |

| Mecze i gole w reprezentacji | Mecze i gole w reprezentacji | Mecze i gole w reprezentacji | Mecze i gole w reprezentacji | Mecze i gole w reprezentacji | Mecze i gole w reprezentacji | Mecze i gole w reprezentacji | Mecze i gole w reprezentacji |
| Serbia U-21                  | Serbia U-21                  | Serbia U-21                  | Serbia U-21                  | Serbia U-21                  | Serbia U-21                  | Serbia U-21                  | Serbia U-21                  |
| Lp.                          | Data                         | Miejsce                      | Gospodarz                    | Gość                         | Wynik                        | Gol                          | Rozgrywki                    |
| ---------------------------- | ---------------------------- | ---------------------------- | ---------------------------- | ---------------------------- | ---------------------------- | ---------------------------- | ---------------------------- |
| 1.                           | 09.10.2020                   | Gornji Milanovac             | Serbia U-21                  | Polska U-21                  | 1:0                          |                              | el. ME U-21 2021             |
| Serbia                       |                              |                              |                              |                              |                              |                              |                              |
| Lp.                          | Data                         | Miejsce                      | Gospodarz                    | Gość                         | Wynik                        | Gol                          | Rozgrywki                    |
| 1.                           | 25.01.2021                   | Santo Domingo                | Dominikana                   | Serbia                       | 0:0                          |                              | Mecz towarzyski              |